# クリス・ソリンスキー
クリス・ソリンスキー(Chris Solinsky、1984年12月5日 - )は、アメリカ合衆国の元陸上競技選手。指導者。ウィスコンシン大学マディソン校卒業。男子10000mの元アメリカ記録保持者であり、非アフリカ系で初めて10000m27分の壁を破った人物である。現役時代はオレゴントラッククラブに所属しており、コーチは同クラブのジェリー・シューマッハであった。長距離走の選手としては非常に大柄な185センチという体格の持ち主である。現在はフロリダ大学の長距離アシスタントコーチを務めている。

## 主な経歴
2008年、オリンピック選考を兼ねたアメリカ陸上競技選手権に出場した。ラスト200m付近までは、オリンピック選出枠内である3位以内で走っていたものの、ラスト勝負に敗れ4位に終わり、オリンピック出場を逃した。
2009年、ドイツで行われたベルリン世界陸上選手権に出場、5000mで見事決勝進出を果たすも、決勝ではラスト400mでスパート勝負の中離され、12位に終わった。
2010年、スタンフォード大学で行われた、ペイトン・ジョーダン招待10000mに出場した。10000mのデビュー戦にもかかわらず、同大会で事前にアメリカ記録更新を宣言していた、当時の保持者であるゲーレン・ラップを破り、また非アフリカ系で初めて27分の壁を破る26分59秒というアメリカ新記録を打ち立てた。この記録はその後ゲーレン・ラップによって再び破られている。
2011年、7月のアメリカ陸上競技選手権で2位に入り(1位はバーナード・ラガト)、テグ世界陸上選手権の出場権を得るも、直前でハムストリングスの故障を起こし、世界選手権は棄権している。
2012年、ポートランド大学のボランティアコーチに就任した。2014年8月、ウィリアム・アンド・メアリー大学に移り中長距離部門のアシスタントコーチに就任した。
2016年4月、現役を引退した。同年9月、正式にウィリアム・アンド・メアリー大学で中長距離部門のヘッドコーチに就任した。
2017年4月、フロリダ大学の長距離部門のアシスタントコーチに就任した。

## 私生活
ウィスコンシン大学マディソン校での競技生活をともに過ごした、棒高跳びの選手であるエイミー・デーリンと結婚している。

## 自己ベスト
屋外
| 種目     | 記録       | 日付 |
| -------- | ---------- | ---- |
| 1500m    | 3分35秒89  | 2011 |
| Mile     | 3分54秒1   | 2008 |
| 3000 m   | 7分34秒32  | 2010 |
| 5000 m   | 12分55秒53 | 2010 |
| 10,000 m | 26分59秒60 | 2010 |

室内
| 種目  | 記録       | 日付 |
| ----- | ---------- | ---- |
| 3000m | 7分51秒69  | 2007 |
| 5000m | 13分38秒61 | 2007 |